# Zasloužilý pracovník ve zdravotnictví Běloruské republiky
Zasloužilý pracovník ve zdravotnictví Běloruské republiky (bělorusky Заслужаны працаўнік аховы здароўя Рэспублікі Беларусь) je čestný titul Běloruské republiky. Udílen je prezidentem Běloruské republiky zdravotníkům za jejich pracovní úspěchy a rozvoj zdravotní péče. 

## Pravidla udílení
Čestné tituly, podobně jako další státní vyznamenání, udílí prezident republiky či jiné osoby v jeho zastoupení. Čestné tituly jsou udíleny na základě vyhlášky prezidenta republiky. K jejich udělení dochází během slavnostního ceremoniálu a oceněnému je předáváno potvrzení o udělení ocenění a odznak.
Čestný titul Zasloužilý pracovník ve zdravotnictví Běloruské republiky je udílen zdravotníkům za zásluhy o ochranu veřejného zdraví a zlepšování kvality lékařské péče. Udílen je zaměstnancům zdravotnických organizací bez ohledu na jejich zřizovatele, pokud v oboru pracují po dobu minimálně patnácti let. Může být udělen lékařům, výzkumným pracovníkům, zdravotním sestrám a nižšímu zdravotnímu personálu, lékárníkům, technikům a servisním pracovníkům, sanitářům, pracovníkům sanatorií, zdravotních úřadů aj.